# Maurício de Anhalt-Dessau
Maurício de Anhalt-Dessau (em alemão: Moritz von Anhalt-Dessau; Dessau, 31 de outubro de 1712 — Dessau, 11 de abril de 1760), foi um príncipe alemão da Casa de Ascânia do ramo Anhalt-Dessau. Foi também um militar prussiano e Generalfeldmarschall.
Maurício era o quinto filho de Leopoldo I, Príncipe de Anhalt-Dessau, com sua morganática esposa Ana Luísa Föhse.

## Biografia
Maurício ingressou no exército prussiano em 1725, e fez seu primeiro serviço como voluntário na Guerra de Sucessão da Polônia (1734-1735). Nos últimos anos do reinado de Frederico Guilherme I da Prússia, ocupou importantes comandos. Nas guerras da Silésia de Frederico, o Grande, Maurício, o mais capaz dos filhos do Velho Leopoldo, distinguiu-se muito, especialmente na Batalha de Hohenfriedberg em 1745.
Em Kesselsdorf foi a ala liderada pelo jovem Maurício que deteve as linhas austríacas e seu pai Leopoldo venceu sua última campanha. Nos anos de paz antes da Guerra dos Sete Anos, Maurício foi contratado por Frederico, o Grande para supervisionar a colonização das terras da Pomerânia e do vale do rio Oder. Quando o rei entrou no campo de batalha novamente em 1756, Maurício estava no comando de uma das colunas que forçou o exército saxão a retornar para as linhas de Pirna, e recebeu a rendição das forças de Rutowski após o fracasso das tentativas austríacas de ajudá-lo.
No ano seguinte Maurício teve uma mudança na sua sorte. Na Batalha de Kolin liderou a ala esquerda, que, devido a um desentendimento com o rei, foi prematuramente lançada em ação e fracassou irremediavelmente. Nos dias desastrosos que se seguiram, Maurício foi objeto de desagrado de Frederico. Mas a gloriosa Vitória de Leuthen em 5 de dezembro de 1757, pôs fim a isto. No final daquele dia, Frederico percorreu as linhas de combate e disse ao Príncipe General Maurício, "Eu quero parabenizá-lo, Herr Feldmarschall!" Em Zorndorf, novamente se destacou, mas Batalha de Hochkirch caiu ferido nas mãos dos austríacos. Maurício teve septicemia em decorrências dos ferimentos e morreu logo após sua libertação do cativeiro.